# Синяков, Сергей Павлович
Сергей Павлович Синяков (24 июля 1899, Смоленск — 5 мая 1983, Москва) — советский военачальник, генерал-лейтенант авиации, начальник штаба 5-й воздушной армии.

## Биография
Отец — Синяков Павел Андреевич, 1868 г.р., закончил Духовную семинарию, возведён в сан в 1889 г., с 1897 г. священник с. Усвятье (Дорогобужский уезд, Смоленская губ.).
1910 г. (г. Смоленск) — окончил начальную городскую школу.
октябрь 1915 г. — май 1917 г. (г. Дорогобуж, Смоленской губ.) — учился в гимназии.
май 1917 г. — февраль 1918 г. — учился на физико-математическом факультете Московского университета.
февраль 1918 г. — сентябрь 1918 г. (д. Челновая, Смоленской губ.) — учитель земской школы.
сентябрь 1918 г. — январь 1919 г. (г. Тверь) — Красноармеец кавалерийского запасного полка.
январь 1919 г. — декабрь 1919 г. (г. Тверь, Северо-Западный и Южный фронты) — курсант, мл. командир курсантского отряда кавалерийских курсов.
декабрь 1919 г. — август 1920 г. (г. Тверь, Западный фронт) — командир взвода, командир эскадрона кавалерийских курсов, секретарь военкомата штаба Запасной армии.
август 1920 г. — май 1921 г. (Западный, Юго-западный фронты) — помощник военкома 17-й кавалерийской дивизии.
май 1921 г. — март 1923 г. (Войска Украины и Крыма) — командир и военком 98-го кавалерийского полка 17 кавалерийской дивизии, командир 8-го кавалерийского полка 2-й кавалерийской дивизии 1-го корпуса червонного казачьего.
март 1923 г. — сентябрь 1924 г. (Украинский военный округ) — командир 2-го 4-го кавалерийских полков 1-й кавалерийской дивизии 1-го корпуса червонного казачества.
сентябрь 1924 г. — сентябрь 1925 г. (г. Ленинград) — слушатель Высшей кавалерийской школы.
сентябрь 1925 г. — сентябрь 1928 г. (Украинский военный округ) — командир 4-го и 3-го кавалерийских полков 1-й кавалерийской дивизии 1-го корпуса червонного казачества.
сентябрь 1928 г. — март 1931 г. (Москва) — слушатель Военной академии им. Фрунзе.
март 1931 г. — сентябрь 1931 г. (Московский военный округ) — начальник штаба 12-й авиабригады.
сентябрь 1938 г. — сентябрь 1934 г. (Белорусский военный округ) — начальник штаба соединения 1340 (2-я авиационная бригада).
сентябрь 1934 г. — январь 1937 г. (Забайкальский военный округ) — командир соединения 1250 (251-я авиационная бригада).
январь 1937 г. — март 1939 г. (Приволжский военный округ) — начальник Оренбургской военной авиашколы лётчиков и лётчиков-наблюдателей.
март 1939 г. — декабрь 1939 г. (Московский военный округ) — преподаватель тактики в Военной академии им. Фрунзе.
декабрь 1939 г. — июль 1940 г. (Северо-Западный фронт и Ленинградский военный округ) — зам. начальника ВВС фронта, зам. командующего особой авиагруппой.
июль 1940 г. — март 1941 г. (Прибалтийский особый военный округ) — начальник штаба ВВС округа.
март 1941 г. — март 1942 г. (Наркомат обороны) — помощник генерал-инспектора.
март 1942 г. — октябрь 1944 г. (5-я и 3-я Воздушные армии) — начальник штаба 5-й Воздушной армии, зам. командующего 3-й Воздушной армией.
октябрь 1944 г. — октябрь 1945 г. (Северо-Кавказский военный округ) — командующий ВВС округа.
октябрь 1945 г. — декабрь 1947 г. (Московский военный округ) — зам. начальника Военно-Воздушной академии по научной и учебной работе.
декабрь 1947 г. — сентябрь 1948 г. (Прибалтийский военный округ) — начальник штаба 15-й Воздушной Армии.
сентябрь 1948 г. — июль 1949 г. (Министерство вооружённых сил СССР) — начальник кафедры оперативного искусства авиационного факультета Высшей военно академии им. К. Е. Ворошилова.
июль 1949 г. — июнь 1953 г. (МВС СССР) — начальник оперативного Управления Главного штаба ВВС.
июнь 1953 г. — январь 1961 г. (Военно-воздушные силы) — начальник оперативного отдела штаба ВВС, он же пом. начальника штаба ВВС.
январь 1961 г. — декабрь 1961 г. (Московский военный округ) — начальник факультета заочного обучения Краснознамённой Военно-воздушной академии.
декабрь 1961 г. — декабрь 1965 г. (Советская Армия и ВМФ) — зам. начальника Краснознамённой Военно-воздушной академии.
декабрь 1965 г. — апрель 1969 г. (Советская Армия и ВМФ) — консультант Краснознамённой Военно-воздушной академии.
апрель 1969 г. — май 1983 г. (г. Москва) — пенсионер.
25 мая 1935 года награждён орденом Ленина.
25 мая 1935 года награждён орденом Ленина.
28 ноября 1935 года присвоено воинское звание комбрига
4 мая 1940 года присвоено звание комдива.
4 июня 1940 года присвоено звание генерал-майора авиации.
22 февраля 1941 года награждён орденом Красного Знамени.
В мае 1942 отправлен на Кавказ, чтобы расследовать причины поражений советской авиации в битве за Крым. 3 июня 1942 года назначен начальником штаба 5-й воздушной армии с приказом организовать воздушную поддержку Красной армии в битве за Кавказ. Руководил работой штаба армии во время битвы за Кавказ и 14 августа 1943 года «за умелое руководство боевой работой соединений и своим штабом, за образцовое выполнение боевых заданий, разумную инициативу в обеспечении действий авиации 5-й Воздушной Армии по разгрому врага, личное мужество и отвагу» награждён орденом Красного Знамени.
Принимал участие в подготовке и обеспечении проведения Смоленской наступателной операции и 8 октября 1943 года «за умелую организацию четкого непрерывного управления боевыми действиями авиации, обеспечивающими успех операции наземных частей» награждён орденом Отечественной войны I степени.
1 июля 1944 года присвоено звание генерал-лейтенанта авиации.
3 ноября 1944 года «за долголетнюю и безупречную службу в Красной армии» награждён орденом Красного Знамени.
21 февраля 1945 года награждён орденом Ленина.
20 июня 1949 года награждён орденом Красного Знамени.
22 февраля 1968 года награждён орденом Красной Звезды.